# Dendrocygna
Dendrocygna é um género de aves anseriformes, que no Brasil são mais conhecidos como marreca. O gênero é parte da subfamília Dendrocygninae, parte da família  Anatidae, que compreende aos patos, gansos e cisnes. Em outro esquema taxonômico, essas aves são consideradas parte de uma família separada chamada Dendrocygnidae. O O gênero inclui oito espécies listadas com ampla distribuição geográfica em regiões tropicais e subtropicais, sendo aves gregárias que vivem em grandes bandos. A plumagem é idêntica em ambos os sexos e, como tal, não apresentam dimorfismo sexual.

## Taxonomia
A primeira descrição do gênero foi feita em 1758 por Carl Linnaeus na 10ª edição do Systema naturae: foram descritas a Marreca-cabocla(como Anas autumnalis, hoje Dendrocygna autumnalis) e a Marreca-das-Antilhas(como Anas arborea, hoje Dendrocygna arborea). Em  1837, William John Swainson mudou o nome do gênero para Dendrocygna para assim distinguir essas aves de outras aves aquáticas. A espécie-tipo foi considerada a Marreca-errante(Dendrocyna arcuata), primeiramente nomeada por Thomas Horsfield como Anas arcuata.
A classificação taxonômica assim como de toda a ordem Anseriformes é complicada e disputada. Sob a tradicional classificação proposta pelo ornitologista Jean Théodore Delacour, baseada em características morfológicas e comportamentais, as aves do gênero pertencem à tribo Dendrocygnini, dentro da família Anatidae e da subfamília Anserinae. 
Em 1997, Bradley C. Livezey propôs que Dendrocygna vem de uma linhagem diferente e separada da Anserinae, colocando o gênero e sua tribo em sua própria família: Dendrocygninae. Em outra sugestão, Charles Sibley e Jon Edward Ahlquist recomendaram colocar Dendrocygna em sua própria família, Dendrocygnidae, com a inclusão do gênero Thalassornis.

## Espécies
Atualmente são reconhecidas oito espécies de marrecas do gênero Dendrocygna. No entanto, o Pato-de-dorso-branco, habitante da África e de Madagascar, foi considerado por Johnsgard como uma nona espécie distinta, em uma primeira proposta feita em 1960 considerou semelhanças comportamentais como embasamento. Depois, semelhanças anatômicas, o piado dos filhotes e proteínas das penas deram um suporte maior.
Uma analise molecular feita em 2009 também sugeriu que o Pato-de-dorso-branco estava no mesmo clado do gênero Dendrocygna.  Além das espécies aqui mencionadas, restos subfósseis de uma espécie extinta e não descrita anteriormente foram  encontrados em Aitutaki das Ilhas Cook
|  | Dendrocygna arborea (Linnaeus, 1758)    | Marreca-das-Antilhas | É uma ave endêmica das Antilhas. | NT IUCN |
|  | Dendrocygna arcuata (Horsfield, 1824)   | Marreca-errante      | Habita áreas tropicais e subtropicais da Austrália, Filipinas, Borneo, Indonésia, Papua Nova Guiné e Ilhas do Pacífico.                                                                                               | LC IUCN |
|  | Dendrocygna autumnalis (Linnaeus, 1758) | Marreca-cabocla      | É encontrada em quase toda a porção tropical das Américas. Desde o sudeste dos Estados Unidos até o Centro-Oeste Brasileiro e o norte da Argentina.                                                                   | LC IUCN |
|  | Dendrocygna bicolor (Vieillot, 1816)    | Marreca-caneleira    | É uma espécie que se reproduz nas regiões tropicais. Está presente em grande parte do México e da América do Sul, nas Índias Ocidentais, no sul dos Estados Unidos, na África subsaariana e no subcontinente indiano. | LC IUCN |
|  | Dendrocygna eytoni (Eyton, 1838)        | Marreca-australiana  | É uma ave que habita a Austrália. | LC IUCN |
|  | Dendrocygna guttata Schlegel, 1866      | Marreca-malhada      | Essa marreca vive na Indonésia, Nova Guiné e Filipinas, mas importantes populações em cativeiro podem ser encontradas em outras partes do mundo.                                                                      | LC IUCN |
|  | Dendrocygna javanica (Horsfield, 1821)  | Marreca-de-Java      | Esta marreca vive no subcontinente indiano e no sudeste da Ásia | LC IUCN |
|  | Dendrocygna viduata (Linnaeus, 1766)    | Irerê                | Essa espécie habita a África subsaariana e grande parte da América do Sul. | LC IUCN |

## Galeria

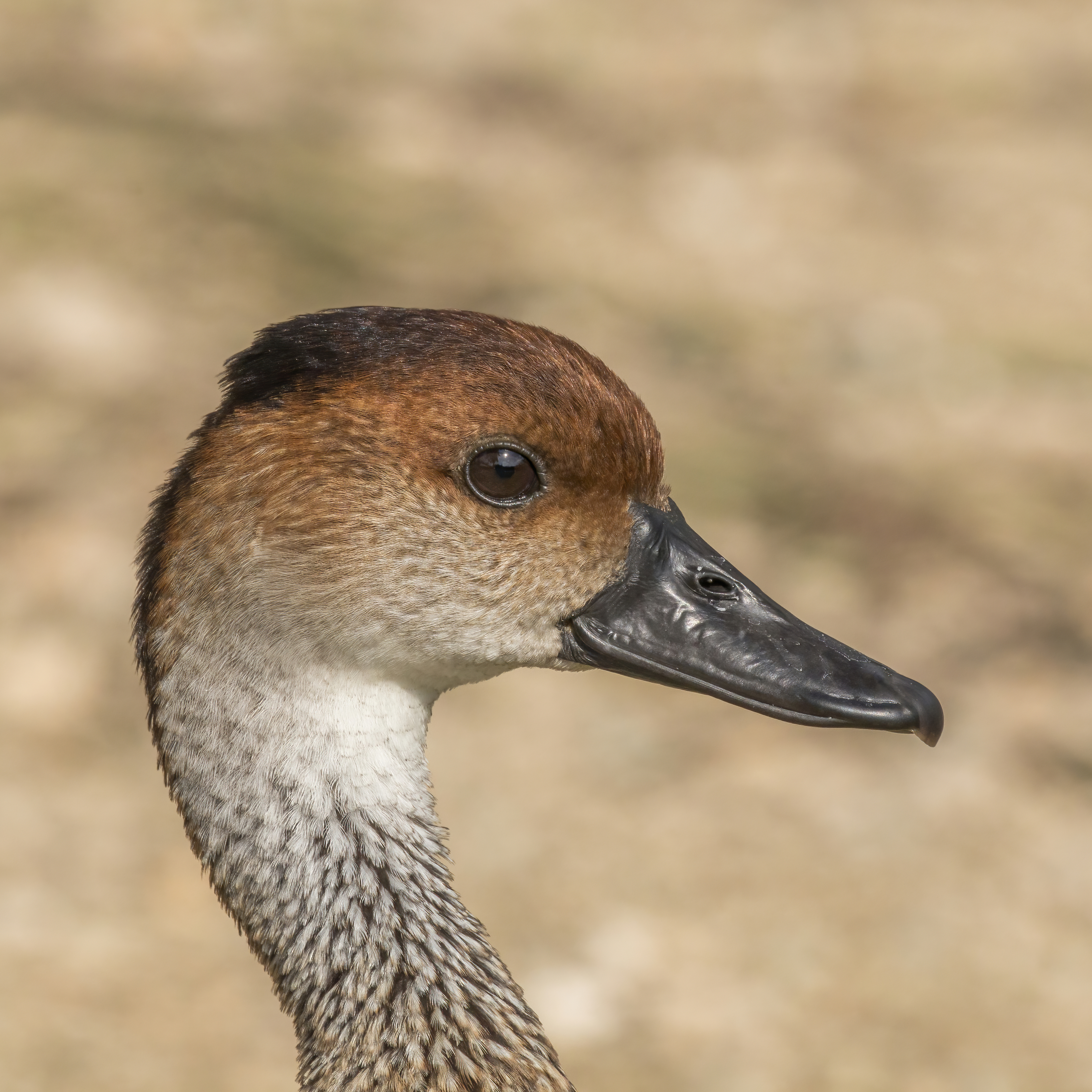
Cabeça da Dendrocygna_arborea
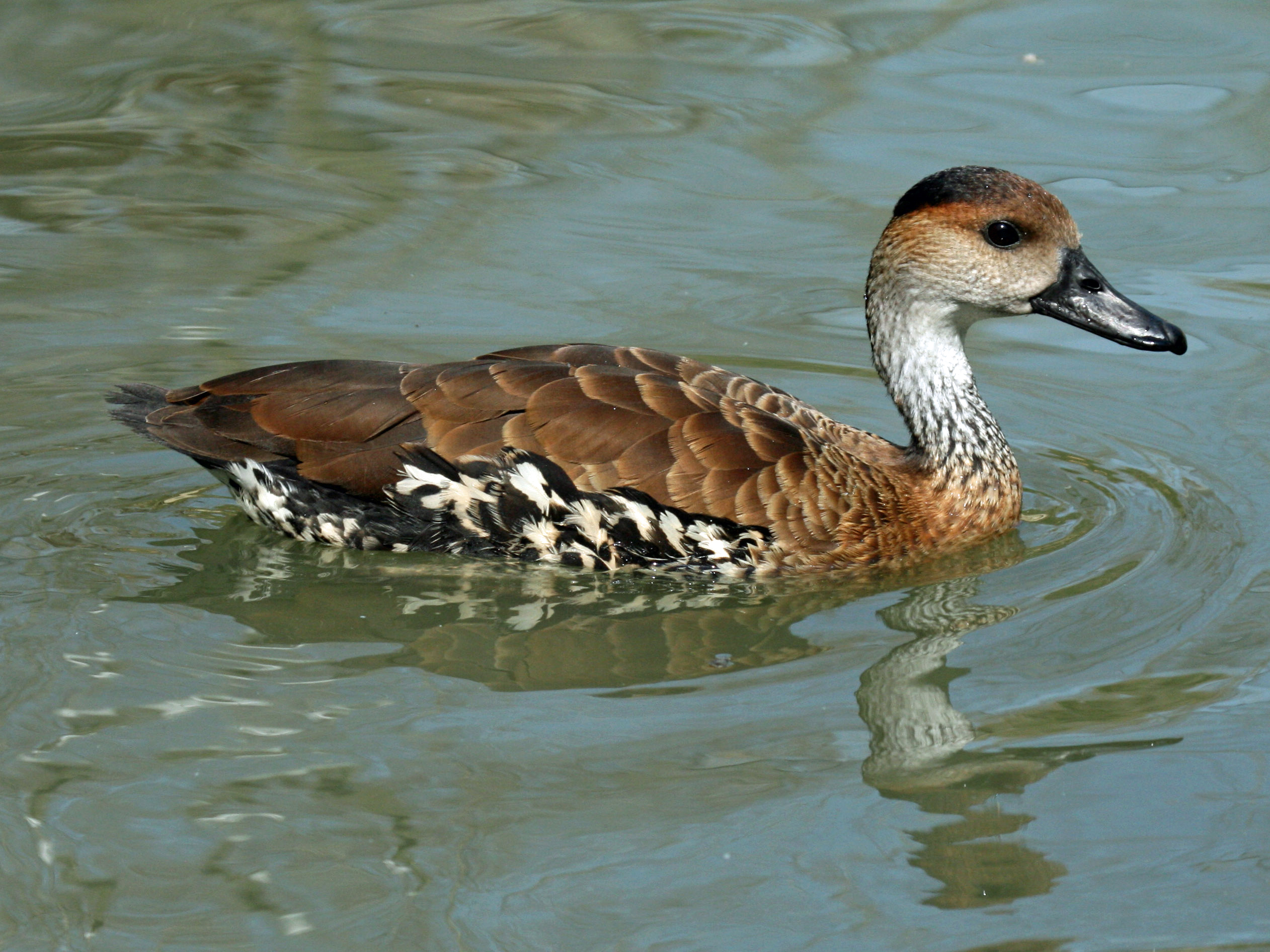
Dendrocygna arborea nadando
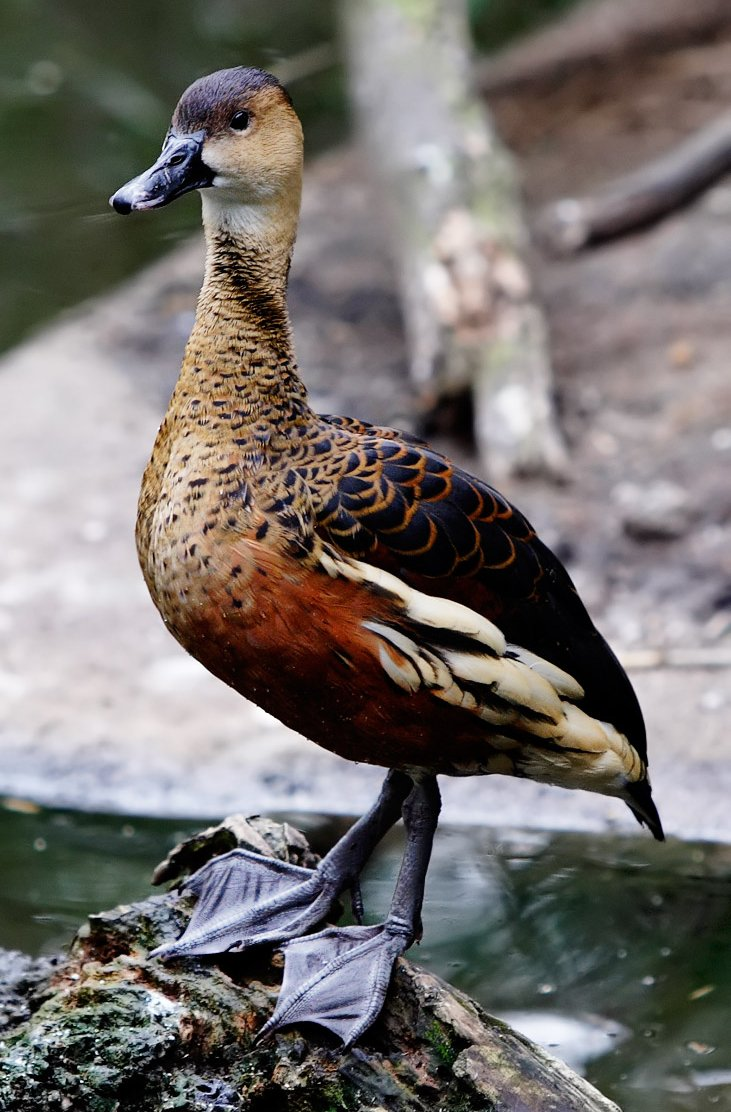
Dendrocygna arcuata
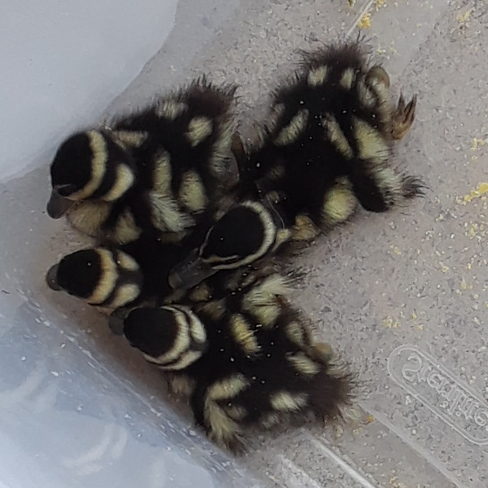
Filhotes de Dendrocygna autumnalis
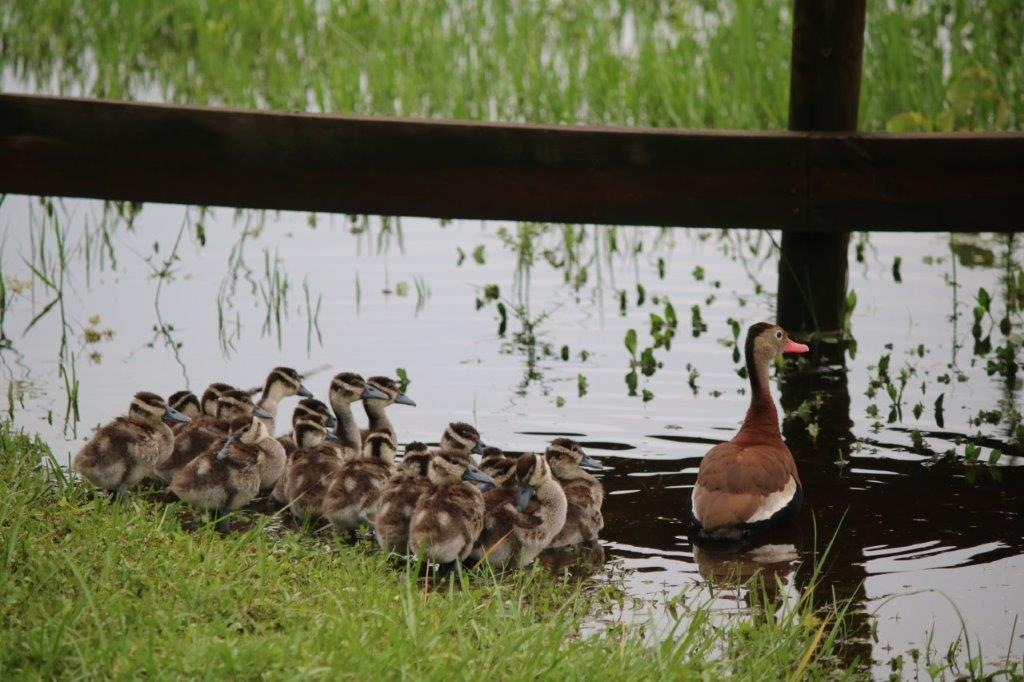
Família de Dendrocygna autumnalis
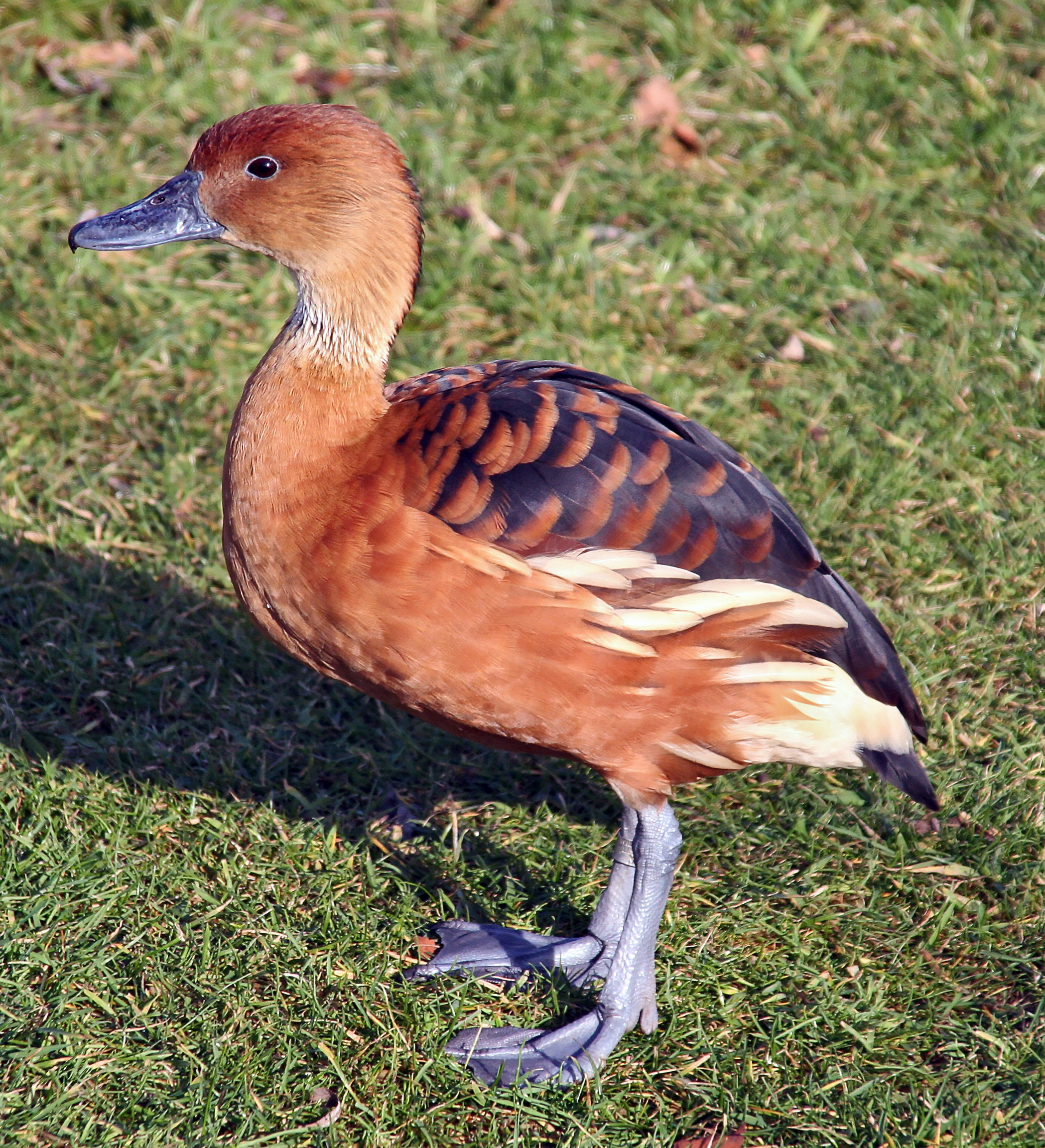
Dendrocygna bicolor
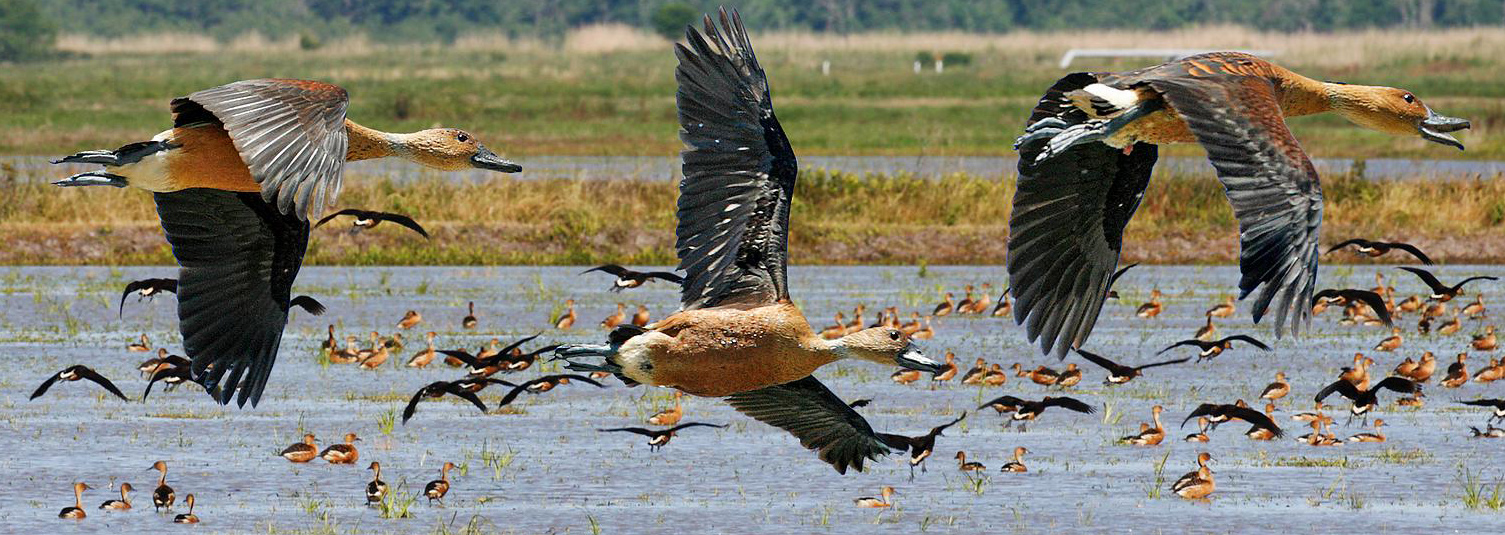
Numeroso bando de Dendrocygna bicolor em voo.
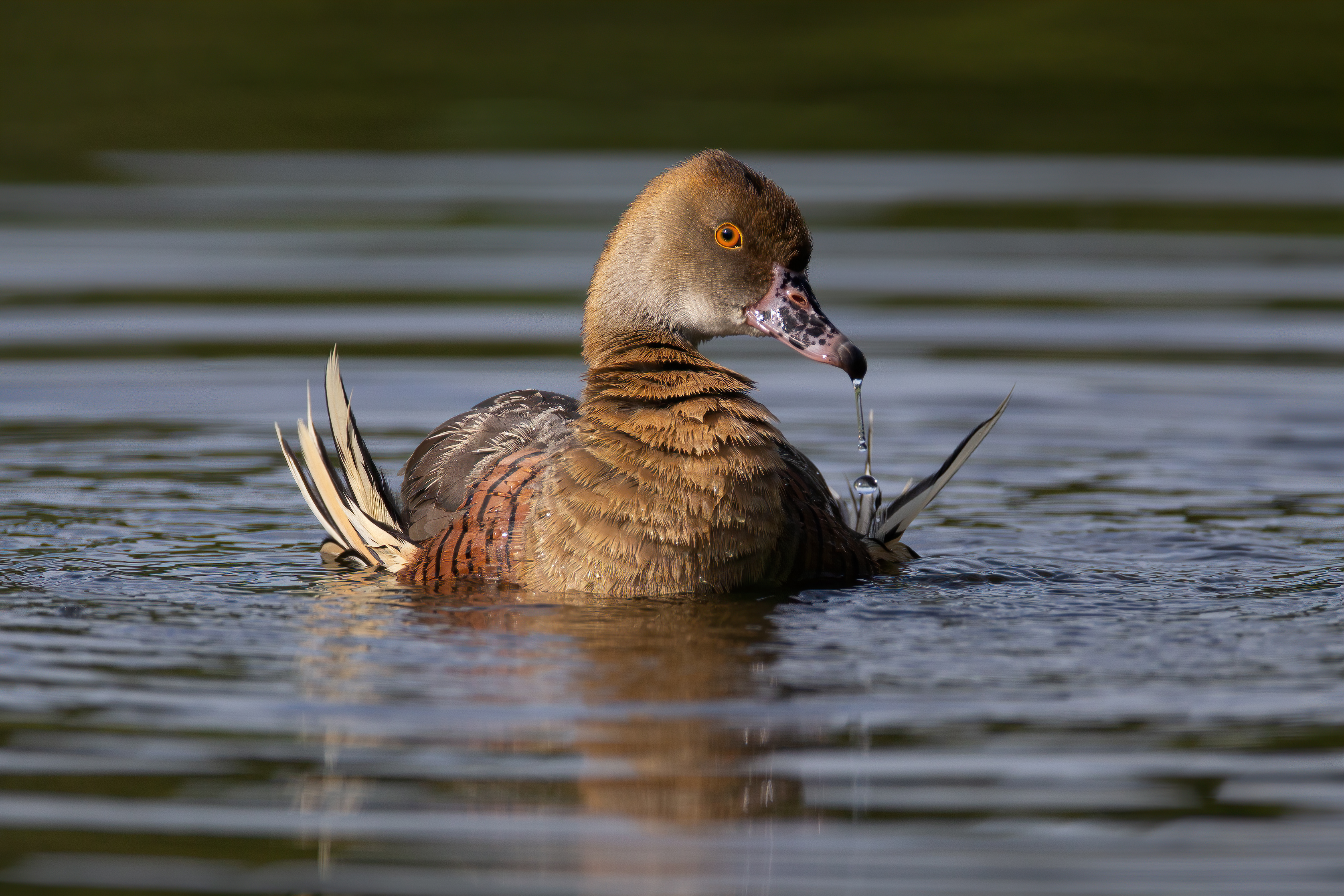
Dendrocygna eytoni
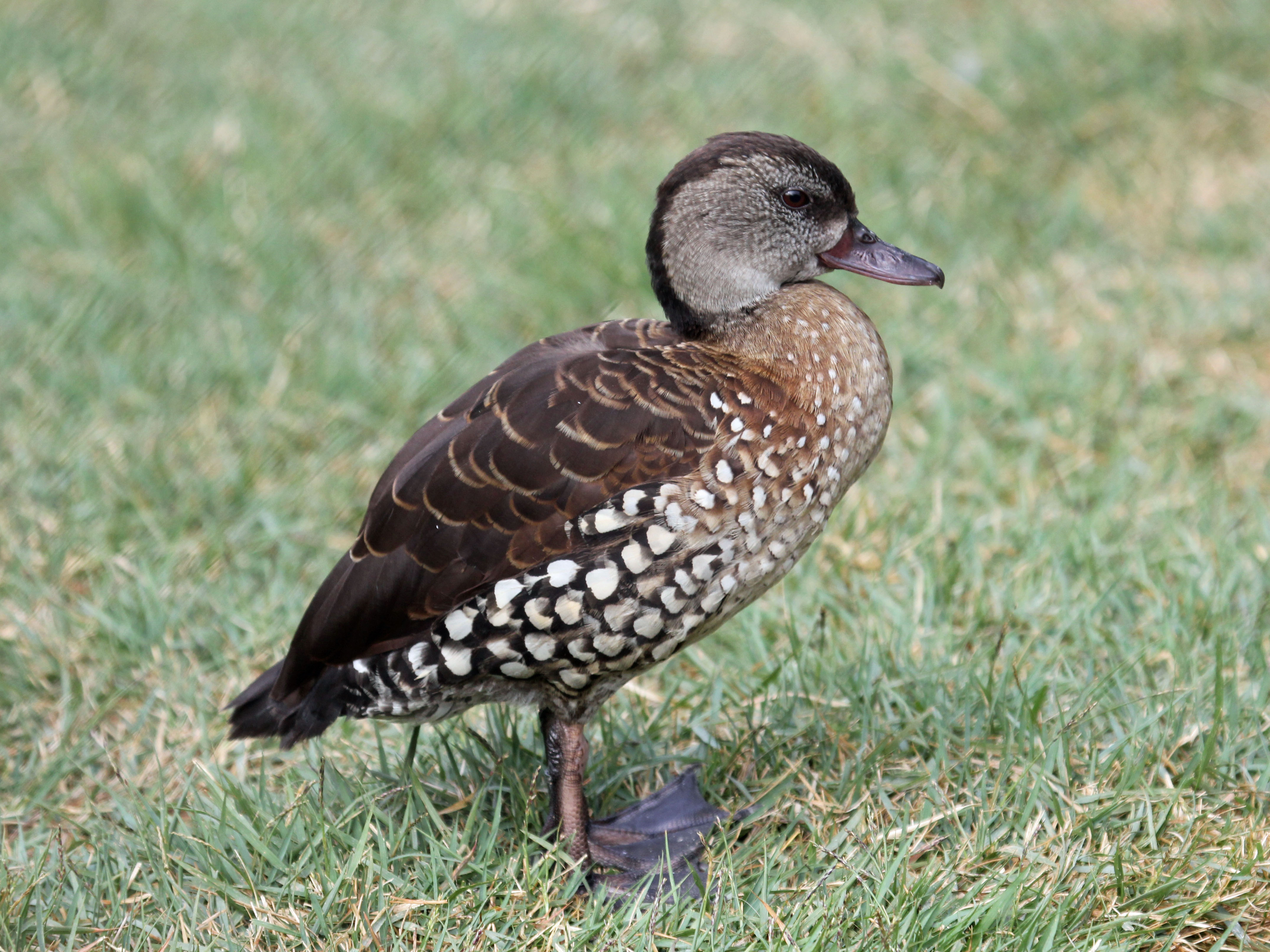
Dendrocygna eytoni
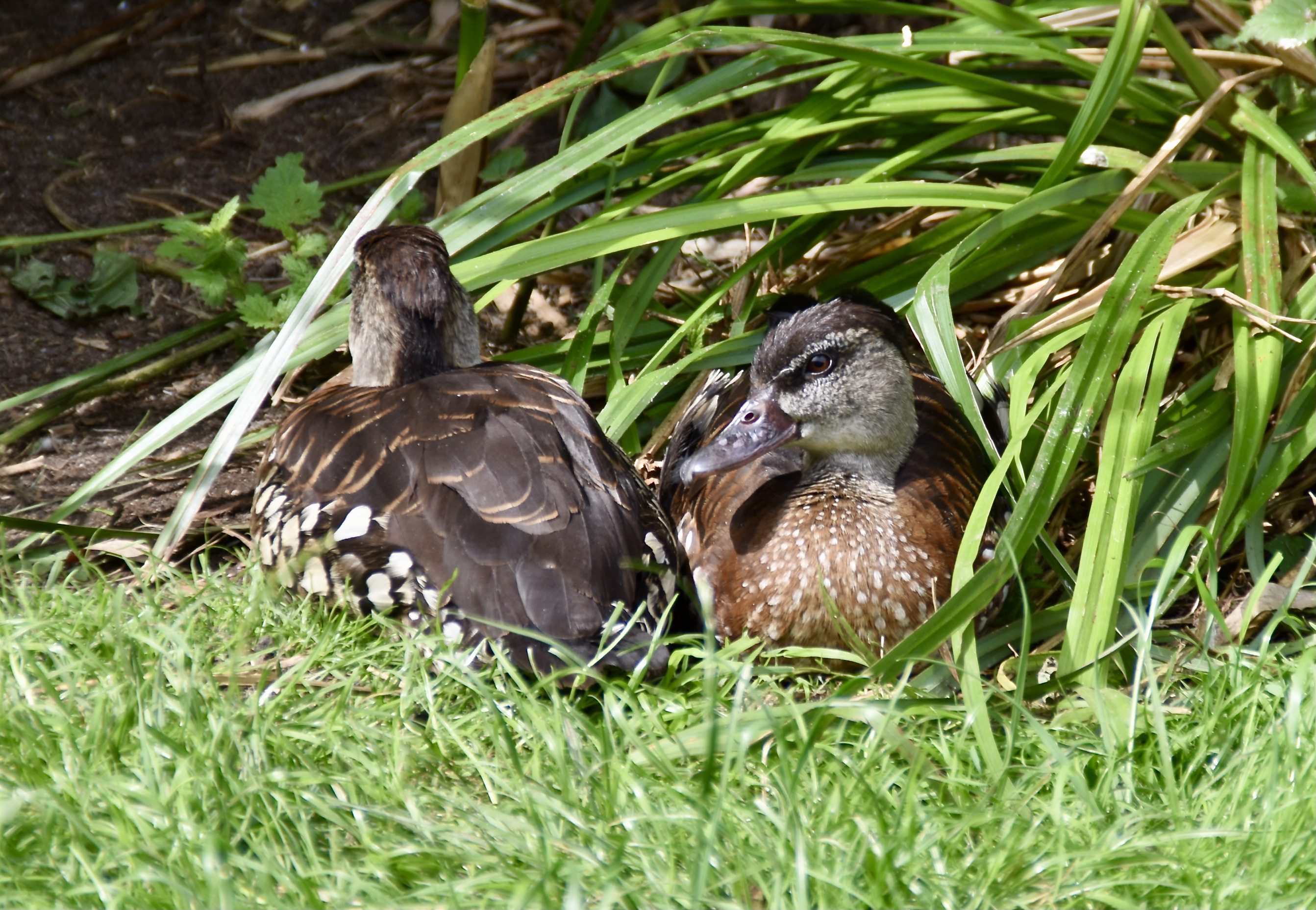
Dendrocygna guttata
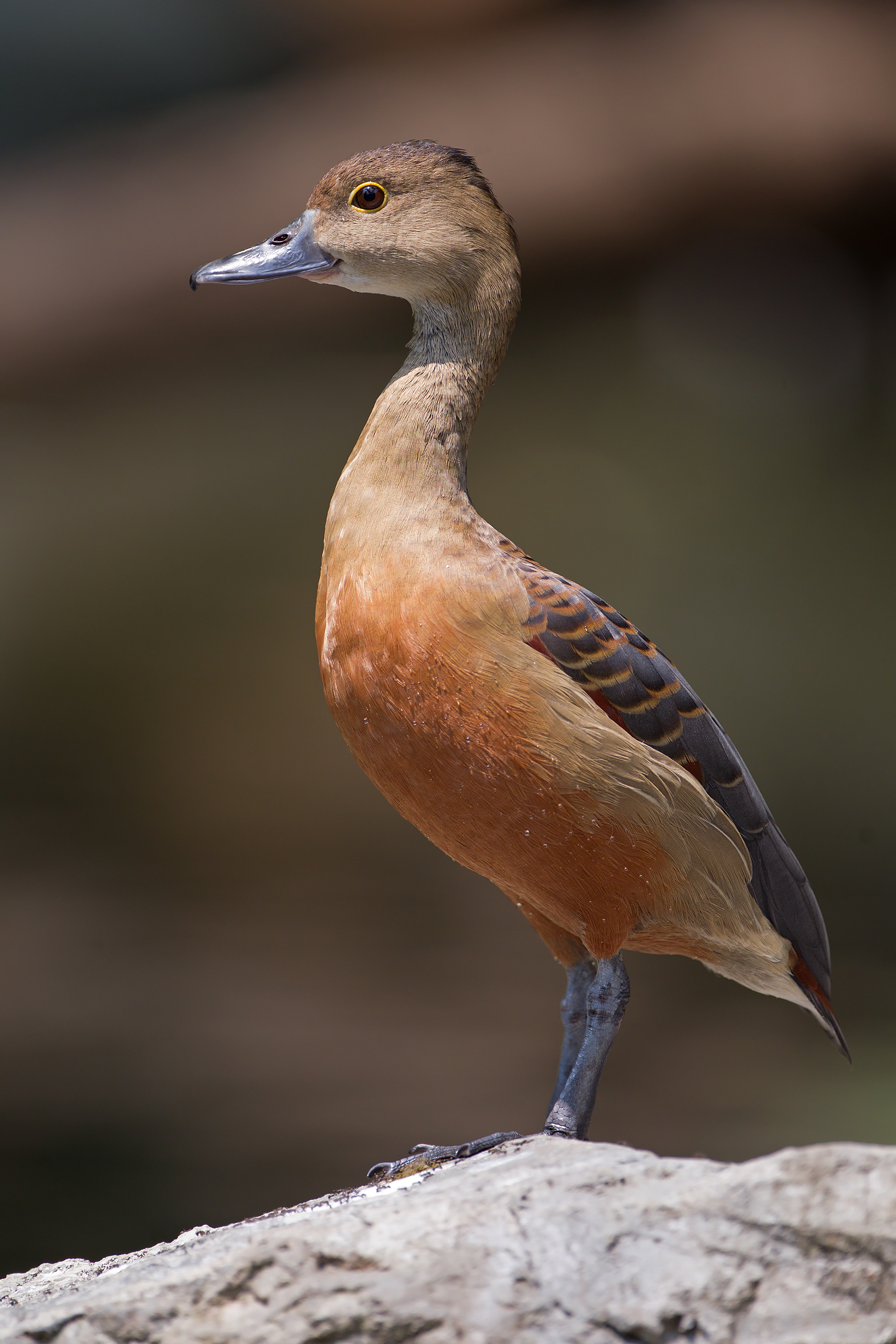
Dendrocygna guttata
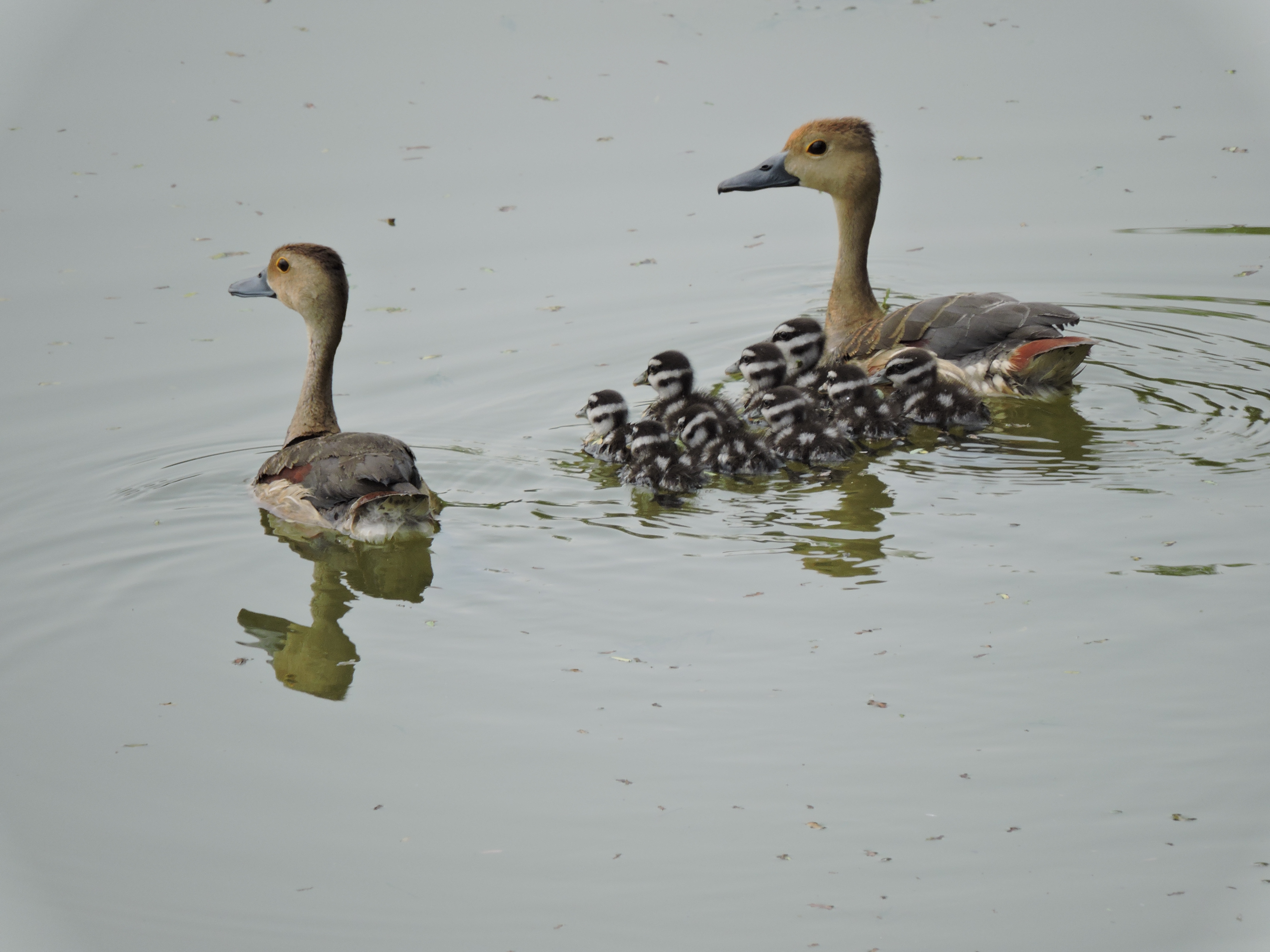
Dendrocygna javanica
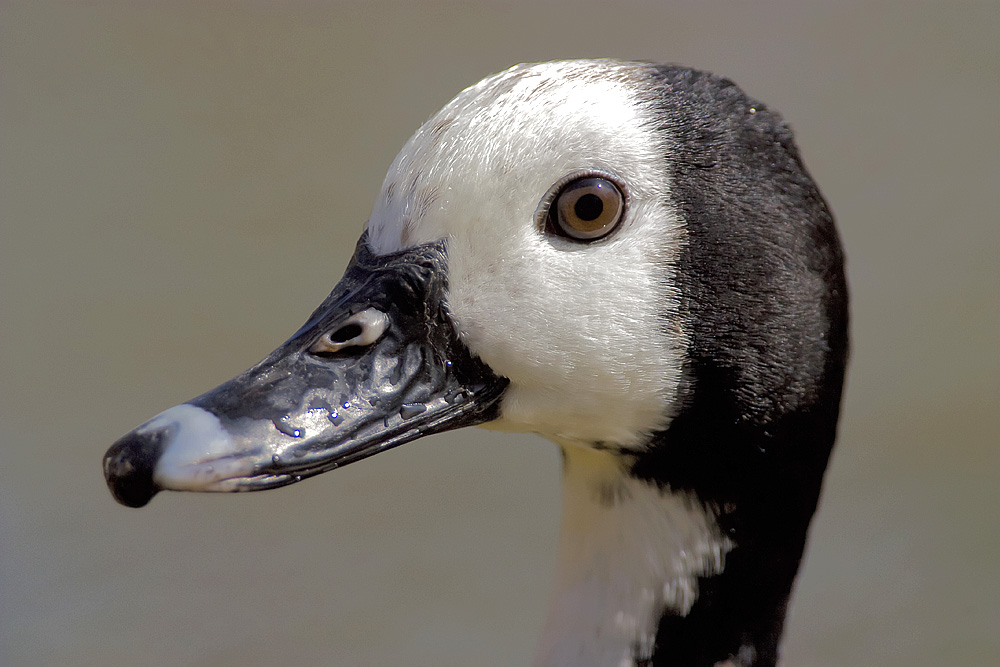
Família de Dendrocygna javanica
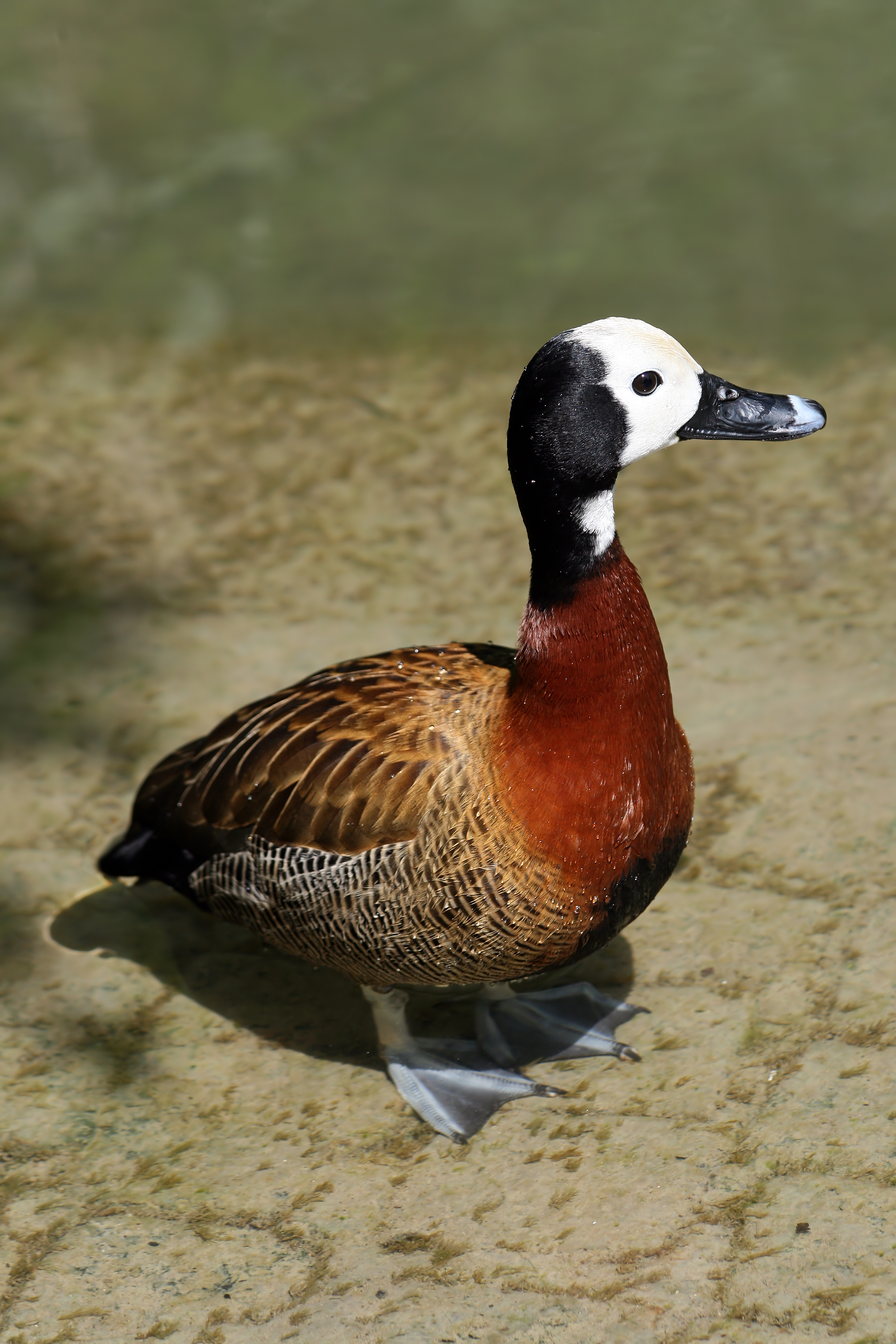
Cabeça de Dendrocygna viduata
- Dendrocygna viduata